# 國浩大廈
國浩大廈（英語：Guoco Tower），2016年落成，是混合用途開發的摩天大樓，位於新加坡丹戎巴葛，樓高283.7（931英尺），是新加坡現時最高的建築物，打破了萊佛士坊一號、大華銀行大廈及共和大廈共同保持了20年的紀錄。

## 軼聞
英國工業家詹姆士·戴森於2019年7月，以4.3千萬英鎊（5.28千萬美元）購入國浩大廈總面積達21,108平方英尺（1,961.0平方）的三層空中别墅。